# Heteromys oasicus
Heteromys oasicus là một loài động vật có vú trong họ Chuột kangaroo, bộ Gặm nhấm. Loài này được Anderson mô tả năm 2003.